# Stenotothorax mcpeaki
Stenotothorax mcpeaki är en skalbaggsart som beskrevs av Gordon och Paul E.Skelley 2007. Stenotothorax mcpeaki ingår i släktet Stenotothorax och familjen Aphodiidae. Inga underarter finns listade i Catalogue of Life.